# سوراخ زیرواره‌ای
سوراخ زیرواره‌ای (به انگلیسی: Mandibular foramen) سوراخی در سطح درونی فک پایین انسان است که از آن رگ‌های خونی و عصب‌ها گذر می‌کنند.

## محتویات
عصب آرواره یکی از سه شاخهٔ عصب سه‌قلو (CN V) است. یکی از شاخه‌های آن، عصب ارگی زیرین (inferior alveolar nerve) به همراه رگ ارگی زیرین، به درون روزنه وارد می‌شود و در درون درون دریچه آرواره‌ای به پیش می‌رود تا آنکه از روزنه چانه‌ای در آرواره قدامی خارج شود. عصب این نقطه با نام عصب چانه‌ای شناخته می‌شود.

## تصاویر

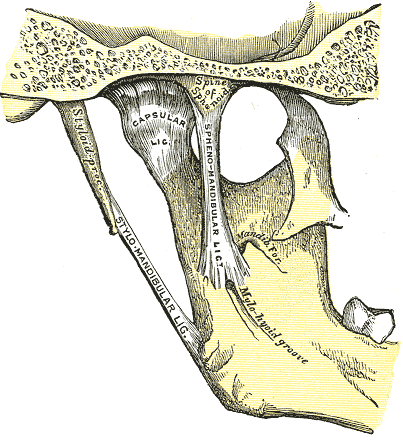
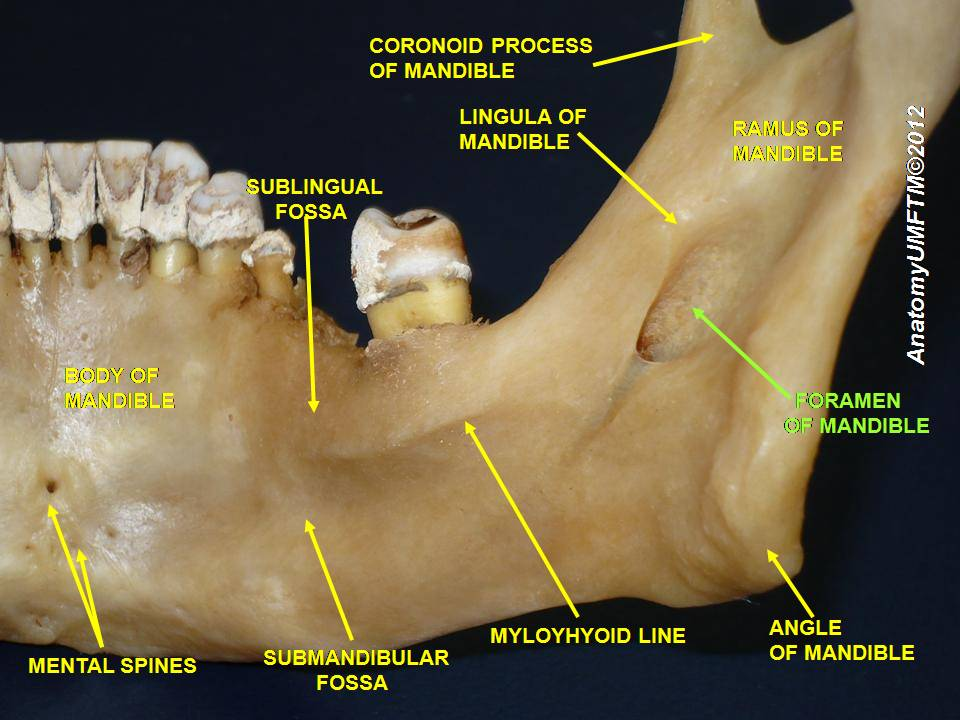
سوراخ زیرواره‌ای